# Lago Aquiri
O Lago Aquiri é um lago localizado nos municípios de Viana e Matinha, na Baixada Maranhense,a 108 km de São Luís.
A Baixada Maranhense é uma região formada por um relevo plano ou suavemente ondulado, com áreas rebaixadas que são inundadas no período chuvoso, além de diversos lagos formados pela atuação dos baixos cursos dos rios Grajaú, Pindaré, Mearim e Pericumã (lagos de inundação).
O lago Aquiri tem 25,56 km² de extensão e se interliga ao lago de Viana por meio do igarapé do Engenho. Durante o período chuvoso, este igarapé pode atingir 1 km de extensão e sete metros de profundidade. O ciclo de inundação dura de fevereiro a maio/junho.
Outro rio de sua bacia hidrográfica é o rio Piraí, com caráter intermitente, e cuja nascente mais distante fica a 11,15 km do lago. Durante o período da estiagem, fica seco da região da montante de seu curso até a região mais plana e baixa dos campos do lago Aquiri, sendo então alimentado por ele. 
A região do lago Aquiri é uma área com ecossistema complexo e muito vulnerável, tendo sido verificados diversos fatores de pressão ambiental, como: o desmatamento, a pecuária bubalina extensiva e a improdutividade dos solos.